# Cryphia canaria
Cryphia canaria là một loài bướm đêm trong họ Noctuidae.